# بورهوس فريدريك سكينر
بورهوس فريدريك سكينر (Burrhus Frederic "B. F." Skinner) (وُلِد في يوم 20 من مارس 1904م في ولاية بنسلفانيا - وتُوفِيَ في يوم 18 من أغسطس عام 1990م) هو أخصائي علم النفس وسلوكي ومؤلف ومخترع وفيلسوف اجتماعي أمريكي. وهو الأخصائي الأكثر تأثيرًا في علم النفس في القرن العشرين .وهو أستاذ فلسفة إدجر بيرس (Edgar Pierce) في جامعة هارفارد من عام 1958م حتى تقاعده في عام 1974م.
ابتكر سكينر غرفة الإِشْراطٌ الاسْتِثَابِيّ، وابتكر فلسفته الخاصة في العلم التي تُسمَى السلوك المتطرف، وأسس مدرسته في البحث التجريبي في علم النفس؛ وهي التحليل التجريبي للسلوك. تُوِّج تحليل سكينر لسلوك الإنسان بعمله في السلوك اللفظي الذي شهد حديثًا تطورًا هائلاً[بحاجة لمصدر] في المجال التجريبي والإعدادات التطبيقية.
اكتشف سكينر معدل الاستجابة وقدمه كمتغير مستقل يعتمد على البحث النفسي. واخترع أيضًا المسجل التصاعدي لقياس معدل الاستجابة ليكون جزءًا من عمله المؤثر بشكل كبير في جداول التعزيز. في دراسة أجريت في يونيو عام 2002، صُنِف سكينر بصفته الأخصائي الأكثر تأثيرًا في علم النفس في القرن العشرين. وكان سكينر مؤلفًا كثير التأليف حيث نشر 21 كتابًا و180 مقالة.

## سيرته الذاتية
وُلد سكينر في سسكويهانا، بنسلفانيا، لغريس وويليام سكينر. كان والده محاميًا. أصبح ملحدًا بعد أن حاول مدرس مسيحي تهدئة خوفه من الجحيم الذي وصفته جدته. توفي شقيقه إدوارد، الذي كان أصغر منه بعامين ونصف، عن عمر ستة عشر عامًا بسبب نزيف دماغي.
كان أقرب أصدقاء سكينر عندما كان صغيرًا رافائيل ميللر، الذي أطلق عليه اسم دوك لأن والده كان طبيبًا. أصبح دوك وسكينر صديقين بسبب تدين والديهما وكان كلاهما مهتمًا بالبدع والأدوات. أقاما خط تلغراف بين منزليهما لإرسال رسائل إلى بعضهما البعض، لكنهما اضطرا إلى الاتصال ببعضهما البعض على الهاتف بسبب عدم وضوح الرسائل المرسلة ذهابًا وإيابًا. في أحد الأيام، بدأ دوك وسكينر نشاطًا تجاريًا لجمع الخمان وبيعه من باب إلى باب. اكتشفا أنهما عندما كانا يقطفان الخمان الناضج، ينفصل الخمان غير الناضج أيضًا عن الفروع، لذلك صنعا جهازًا قادرًا على فصلهما. كان الجهاز عبارة عن قطعة معدنية مثنية لتشكل حوض. كانا يصبان الماء عبر الحوض في دلو، فتغرق حبات الخمان الناضجة في الدلو وتندفع تلك غير الناضجة على الحافة ليتم التخلص منها.
درس في كلية هاميلتون في نيويورك بقصد أن يصبح كاتبًا. حُرم من بعض الامتيازات الاجتماعية في كلية هاميلتون بسبب وجهات نظره الفكرية. أثناء دراسته، انضم إلى أخوية لامبدا خي ألفا. كانت هاميلتون معروفة بكونها كلية أخوية هامة. كان سكينر يعتقد أن إخوته في الأخوية سيكونون محترمين ولن يسيئوا معاملة الوافدين الجدد، بل سيساعدوا الأولاد الآخرين في الدورات أو الأنشطة الأخرى. خلافًا لتوقعاته، في أخوية لامبدا خي ألفا، كان يُطلق على المبتدئين اسم «سلايمرز» وكان عليهم ارتداء قبعات صغيرة خضراء محبوكة وإلقاء التحية على الجميع كعقاب. في السنة التي سبقت دخول سكينر كلية هاميلتون، حصل حادث خطير تسبب في وفاة طالب. كان الصبي المبتدئ نائمًا في سريره عندما دُفع على الأرض، وتحطم رأسه، ما أدى إلى وفاته. تعرض سكينر لحادث مماثل عندما قبض عليه اثنان من المبتدئين وربطاه بعمود، ليبقى كذلك طوال الليل، لكن كانت بحوزته شفرة حلاقة في حذائه للطوارئ وتمكن من تحرير نفسه. كتب لصحيفة المدرسة، ولكن كملحد، كان ينتقد الأعراف التقليدية في كليته.
بعد حصوله على بكالوريوس الآداب في الأدب الإنجليزي في عام 1926، التحق بجامعة هارفارد، حيث عمل كباحث ومدرّس، ثم أصبح عضوًا مرموقًا في مجلس الإدارة. أثناء وجوده في هارفارد، أقنع الطالب والزميل، فريد كيلر، سكينر بأنه يستطيع إنشاء علم تجريبي من دراسة السلوك. دفع ذلك سكينر إلى ابتكار نموذجه الأولي من صندوق سكينر والانضمام إلى كيلر في صنع أدوات أخرى للتجارب الصغيرة. بعد التخرج، حاول دون جدوى كتابة رواية عظيمة بينما كان يعيش مع والديه، وهي فترة أطلق عليها لاحقًا اسم «سنوات الظلام». أصيب بخيبة أمل من مهاراته الأدبية رغم تشجيعه من قبل الشاعر الشهير روبرت فروست، وخلص إلى أنه لا يملك خبرة تُذكر عن الحياة ولا منظور شخصي قوي كافٍ للكتابة. قادته معرفته بمفهوم السلوكية لجون بي واطسون إلى استكمال الدراسات العليا في علم النفس وتطوير نسخته الخاصة من مفهوم السلوكية.

## التعزيز
هو كل ما يقدم للفرد بعد قيامه بسلوك معين
ويكون التعزيز ماديا أو معنويا. فمثلاً اعطاء الطفل حلوى بعد قيامه بسلوك مقبول وهذا ما يسمى(بالتعزيز الايجابي)
أو أن يضرب لقيامه بسلوك غير مقبول وهذا (التعزيز المادي السلبي)
ويمكن أن يمدح الفرد نتيجة قيامه بسلوك مقبول وهذا (تعزيز معنوي) أو يوبخ نتيجة قيامه بسلوك غير مقبول
والتعزيز المقدم يزيد من احتمال تكرار السلوك إذا كان إيجابيا. ويمنع حدوث السلوك إذا كان سلبياً

### التعزيز ذو المدة الثابتة
وهذا يعني أن التعزيز يقدم في مدة زمنية ثابتة فالتعزيز يعطى ولا علاقة له بعدد الاستجابات التي تحدث .
سواء قدم السلوك المقبول (خمس مرات) أو (مرة واحدة) فأن بقدم له تعزيز واحد.
ومثال على ذلك الراتب الشهري الذي يعطى مرة واحدة مهما قدم الموظف من جهود طيلة أيام الشهر

### التعزيز ذو النسبة الثابتة
يقدم التعزيز في هذا الجدول فقط بعد أن يقوم الكائن بعدد من الاستجابات.
فمثلاً يقدم التعزيز بعد كل ثلاث مرات يقوم بها الفرد بتقديم السلوك المقبول.
ومثال على ذلك في العمل يقدم زيادة في الأجرة بعد قيام العامل بإنتاج (10) قطع إضافية على الإنتاج المحدد.
إذن يعتمد تعزيز الشخص مباشرةً على نسبة استجابته.

### التعزيز ذو المدة المتغيرة
وهو أن لا يعرف الفرد متى يقدم له التعزيز.
فقد يظهر بعد ساعة من تقديم الاستجابة وفي المرة الثانية يقدم له التعزيز بعد (4) ساعات .
ومثال على ذلك الذي يصيد السمك فهو لا يعلم متى يكافأ بالسمكة ولكنه يعتمد الظهور العشوائي للسمك

### جدول النسبة المتغيرة
يبنى على أساس معدل عدد الاستجابات بين التعزيزات.
وقد وجد سكنر أن هذا الجدول فعال جداً في إحداث نسبة عالية من الاستجابة.
فإن سلوك الفرد وشخصيته ماهي إلا استجاباته ونشاطه بموجب جداول التعزيز المقدمة له

## كتابات أخرى
- Chiesa, M. (2004).Radical Behaviorism: The Philosophy and the Science ISBN
- Epstein, R. (1997) Skinner as self-manager. Journal of applied behavior analysis. 30, 545-569. Retrieved from the World Wide Web on: June 2, 2005 from ENVMED.rochester.edu
- Sundberg, M.L. (2008) The VB-MAPP: The Verbal Behavior Milestones Assessment and Placement Program
- Basil-Curzon, L. (2004) Teaching in Further Education: A outline of Principles and Practice
- Hardin, C.J. (2004) Effective Classroom Management
- Kaufhold, J. A. (2002) The Psychology of Learning and the Art of Teaching
- Bjork, D. W. (1993) B. F. Skinner: a life
- Dews, P. B. (Ed.)(1970) Festschrift For B. F. Skinner.New York: Appleton-Century-Crofts.
- Evans, R. I. (1968) B. F. Skinner: the man and his ideas
- Nye, Robert D. (1979) What Is B. F. Skinner Really Saying?. Englewood Cliffs, N.J.: Prentice-Hall.
- Sagal, P. T. (1981) Skinner's Philosophy. Washington, D.C.: University Press of America.
- Skinner, B. F. (1976) Particulars of my life: Part 1 of an Autobiography
- Skinner, B. F. (1979) The Shaping of a Behaviorist: Part 2 of an Autobiography
- Skinner, B. F. (1983) A Matter of Consequences: Part 3 of an Autobiography
- Smith, D. L. (2002). On Prediction and Control. B. F. Skinner and the Technological Ideal of Science. In W. E. Pickren & D. A. Dewsbury, (Eds.), Evolving Perspectives on the History of Psychology, Washington, D.C.: American Psychological Association.
- Swirski, Peter (2011) "How I Stopped Worrying and Loved Behavioural Engineering or Communal Life, Adaptations, and B.F. Skinner's Walden Two". American Utopia and Social Engineering in Literature, Social Thought, and Political History. New York, Routledge.
- Wiener, D. N. (1996) B. F. Skinner: benign anarchist
- Wolfgang, C.H. and Glickman, Carl D. (1986) Solving Discipline Problems Allyn and Bacon, Inc

## وصلات خارجية
- بورهوس فريدريك سكينر على موقع الموسوعة البريطانية (الإنجليزية)
- بورهوس فريدريك سكينر على موقع مونزينجر (الألمانية)
- بورهوس فريدريك سكينر على موقع ميوزك برينز (الإنجليزية)
- بورهوس فريدريك سكينر على موقع إن إن دي بي (الإنجليزية)

- B. F. Skinner homepage
- National Academy of Sciences biography
- B.F. Skinner profile, NNDB
- I was not a lab rat, response by Skinner's daughter about the "baby box"
- Audio Recordings Society for Experimental Analysis of Behavior
- Youtube Video على يوتيوبSkinner and Teaching Machine
- Superstition in the Pigeon by B.F. Skinner (Full Text)
- "B. F. Skinner", NNDB
- "B.F.Skinner: Behavioral Psychologist" نسخة محفوظة 6 أبريل 2005 على موقع واي باك مشين., SNTP Gene Zimmer, 1999
- reprint of "the Minotaur of the Behaviorist Maze: Surviving Stanford's Learning House in the 1970s: Journal of Humanistic Psychology, Vol. 51, Number 3, July 2011. 266-272.